# Cornwall Island (Nunavut)
Cornwall Island ist eine Insel im Territorium Nunavut in Kanada und gehört zu den Königin-Elisabeth-Inseln.

## Geografie
Cornwall Island liegt im Westen der Norwegian Bay. Nordwestlich der Insel liegt, getrennt durch die Hendriksen-Straße, Amund Ringnes Island, südlich, auf der anderen Seite des Belcher-Kanals, Devon Island, im Nordosten Axel Heiberg Island und im Osten Graham Island und Buckingham Island.
Cornwall Island ist 77 km lang und 13 bis 38 km breit. Die Insel ist 2358 km² groß und erreicht im Mount Nicolay nahe der Nordküste eine Höhe von etwa 360 m. Östlich davon liegt der 21 ha große und 31 m tiefe See Nicolay Lake.

## Geschichte
In der Geschichte der Polarforschung hat die Insel keine besondere Rolle gespielt. Sie wurde am 30. August 1852 von Sir Edward Belcher entdeckt und nach Edward, Prince of Wales and Duke of Cornwall, dem späteren König Eduard VII. benannt. Belcher landete bei Pell Point an der Südküste. Während Otto Sverdrups Zweiter Norwegischer Fram-Expedition fuhren Gunnar Isachsen und Sverre Hassel 1901 mit dem Hundeschlitten an der Nordküste entlang, ohne die Insel zu betreten. Als nächster landete der US-Amerikaner Donald MacMillan (1874–1970) an der Nordküste bei McLeod Head. Im April 1932 durchquerte eine Staffel der Royal Canadian Mounted Police die Insel auf der vergeblichen Suche nach dem verschollenen deutschen Polarforscher Hans Krüger.